# Timonius ternifolius
Timonius ternifolius là một loài thực vật có hoa trong họ Thiến thảo. Loài này được (Bartl. ex DC.) Fern.-Vill. miêu tả khoa học đầu tiên năm 1880.